# 奧飛·普思樂

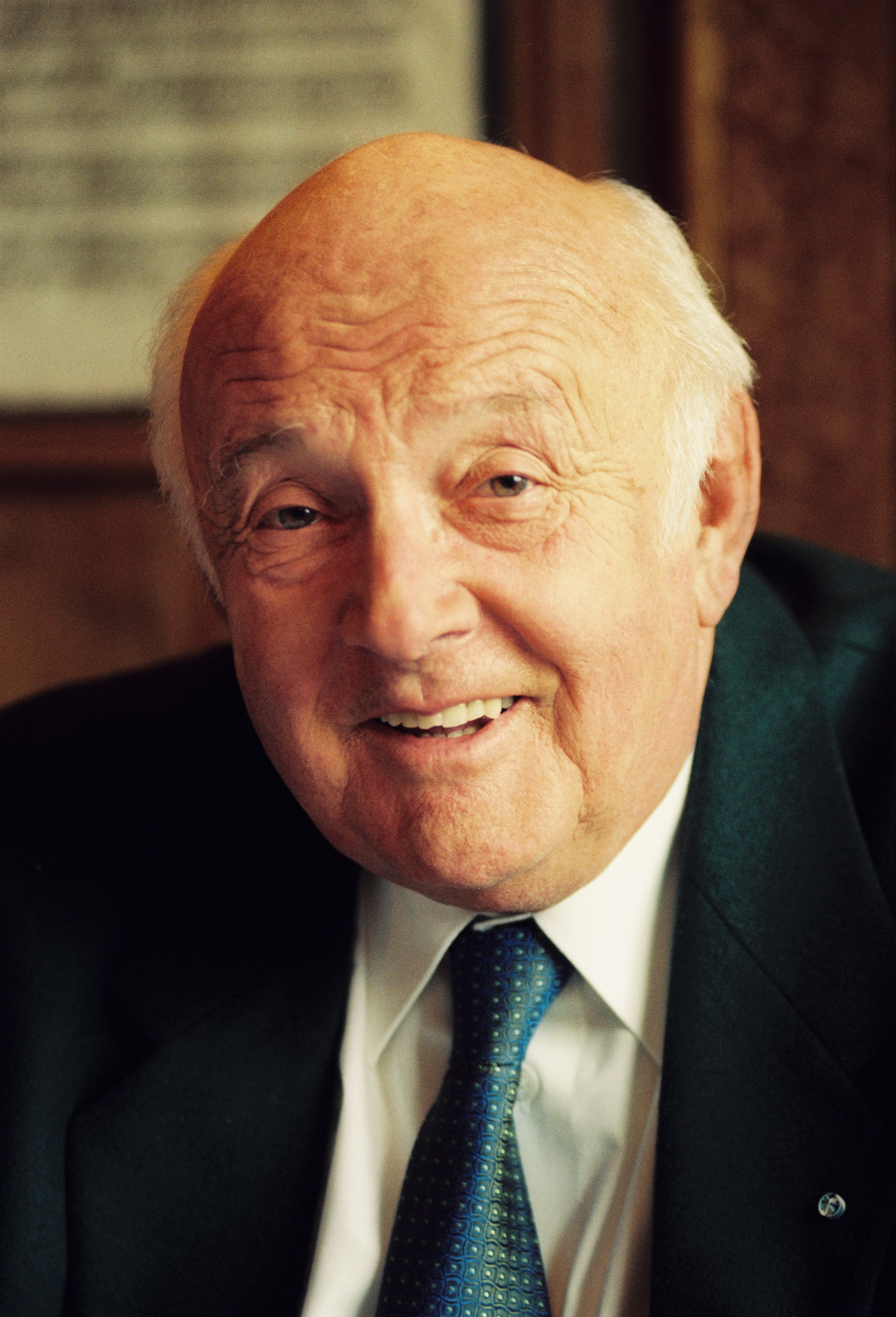
奧飛·普思樂的照片

奧飛·普思樂（德語：Otfried Preußler，1923年10月20日—2013年2月18日）德國的兒童文學作家。他的書銷往世界各地已經超過5000萬本，被翻譯成55種語言。他最著名的作品是《撒旦磨坊》（Krabat）和《小女巫》(DIE KLEINE HEXE)。

## 資料
- Author's Official Website
- www.worldcat.org: List of Preußler's books that have been translated into English